# Stiepan Kajukow
Stiepan Jakowlewicz Kajukow, ros. Степан Яковлевич Каюков (ur. 20 lipca?/1 sierpnia 1898 w Saratowie, zm. 22 stycznia 1960 w Moskwie) – radziecki aktor. Wystąpił w 30 filmach w latach 1935-1960.

## Wybrana filmografia
- 1935: Młodość Maksyma jako Dmitrij „Diema” Sawczenko
- 1936: Przyjaciółki jako karczmarz
- 1937: Powrót Maksyma jako Dmitrij „Diema” Sawczenko
- 1938: Przyjaciele
- 1938: Człowiek z karabinem jako Andriej Dimow
- 1939: Górą dziewczęta jako Kirył Pietrowicz
- 1939: Maksym jako Dmitrij „Diema” Sawczenko
- 1939: Wielkie życie
- 1940: Moje uniwersytety jako Wasilij Siemionow
- 1941: Czarodziejskie ziarno
- 1943: Przygody Nasreddina jako Bachtijar
- 1950: Kawaler złotej gwiazdy jako Rubstow-Jennicki
- 1960: Ludzie na moście jako Chorkow

## Nagrody i odznaczenia
- 1944: Zasłużony Artysta RFSRR
- 1949: Ludowy Artysta RFSRR
- 1949: Order Czerwonego Sztandaru Pracy
- 1939: Order „Znak Honoru”